# Когнитивное развитие
Когнитивное развитие (от англ. Cognitive development) — развитие всех видов мыслительных процессов, таких как восприятие, память, формирование понятий, решение задач, воображение и логика. Теория когнитивного развития была разработана швейцарским философом и психологом Жаном Пиаже. Его эпистемологическая теория дала множество основных понятий в области психологии развития и исследует рост разумности, которая, по Пиаже, означает способность более точно отражать окружающий мир и выполнять логические операции над образами концепций, возникающих во взаимодействии с окружающим миром. Теория рассматривает появление и построение схем — схем того как воспринимается мир — в «стадии развития», времени когда дети получают новые способы представления информации в мозге. Теория считается «конструктивистской», в том смысле, что, в отличие от нативистских теорий (которые описывают когнитивное развитие как разворачивание врождённых знаний и способностей) или эмпирических теорий (которые описывают когнитивное развитие как постепенное приобретение знания через опыт), она утверждает, что мы самостоятельно конструируем наши когнитивные способности с помощью собственных действий в окружающей среде.

## Стадии развития интеллекта (Ж. Пиаже)
В соответствии с теорией интеллекта Жана Пиаже, интеллект человека проходит в своём развитии несколько основных стадий. От рождения до 2 лет продолжается период сенсо-моторного интеллекта; от 2 до 11 лет — период подготовки и организации конкретных операций, в котором выделены подпериод дооперациональных представлений (от 2 до 7 лет) и подпериод конкретных операций (от 7 до 11 лет); с 11 лет приблизительно до 15 длится период формальных операций.

### Период сенсо-моторного интеллекта (0—2 года)
От рождения до двух лет постепенно развивается организация перцептивных и двигательных взаимодействий с внешним миром. Это развитие идёт от ограниченности врождёнными рефлексами к связанной организации сенсо-моторных действий по отношению к непосредственному окружению. На этой стадии возможны только непосредственные манипуляции с вещами, но не действия с символами, представлениями во внутреннем плане.
Период сенсо-моторного интеллекта делится на шесть стадий.

#### Первая стадия (0—1 мес.)
В этом возрасте возможности ребёнка практически ограничены врождёнными рефлексами.

#### Вторая стадия (1—4 мес.)
Под влиянием опыта рефлексы начинают преобразовываться и координироваться между собой. Появляются первые простые навыки (первичные циркулярные реакции). «Например, когда ребёнок постоянно сосёт свой палец, уже не в результате случайного соприкосновения с ним, а благодаря координации руки и рта, это можно назвать приобретённой аккомодацией».

#### Третья стадия (4—8 мес.)
Действия ребёнка приобретают более выраженную направленность на предметы и события, существующие вне и независимо от него. Посредством повторения закрепляются движения, первоначально случайные, приводящие к изменениям внешней среды, интересным ребёнку (вторичные циркулярные реакции). Появляется «двигательное узнавание» знакомых предметов, выражающееся в том, что «ребёнок, столкнувшись с предметами или сценами, которые обычно активизируют его вторичные циркулярные реакции, ограничивается тем, что даёт лишь контур обычных движений, но реально их не выполняет».

#### Четвёртая стадия (8—12 мес.)
Возникает способность координации вторичных циркулярных реакций, их объединения в новые образования, в которых одно действие (например, устранение препятствия) служит средством, дающим возможность осуществить другое — целевое — действие, что означает и появление несомненно преднамеренных действий.

#### Пятая стадия (12—18 мес.)
Ребёнок уже не только пользуется известными ему действиями как средствами достижения целей, но и способен искать и находить новые, варьируя уже известное ему действие и констатируя отличие результата; Пиаже называет это «открытием новых средств достижения цели путём активного экспериментирования». То есть здесь возникают не только новые координации известных ребёнку действий-средств и действий-целей, но и новые действия-средства.

#### Шестая стадия (после 18 мес.)
В отличие от предыдущей стадии, здесь ребёнок уже способен открывать новые действия-средства не путём экспериментирования, а путём внутренних, умственных координаций, — внутренним экспериментированием.

### Период подготовки и организации конкретных операций (2—11 лет)

#### Подпериод дооперациональных представлений (2—7 лет)
Здесь совершается переход от сенсо-моторных функций к внутренним — символическим, то есть к действиям с представлениями, а не с внешними объектами. Символическая функция — «способность отличать обозначение от обозначаемого и вследствие этого возможность использовать первое для того, чтобы вспомнить второе или указать на него». В младенчестве ребёнок хотя и может воспринимать сенсорный сигнал как знак события, которое последует за ним, но не способен воспроизвести во внутреннем плане знак не воспринимаемого актуально события, не являющийся конкретной частью этого события.
Понятия, называемые предпонятиями, на этой стадии образны и конкретны, они не относятся ни к индивидуальным объектам, ни к классам вещей, и связываются друг с другом посредством трансдуктивного рассуждения.
Эгоцентризм ребёнка выражается в неспособности взглянуть на свою точку зрения со стороны, как на одну из возможных. Ребёнок не способен сделать процесс своего мышления объектом своего мышления, думать о своих мыслях. Он не стремится обосновывать свои рассуждения или искать в них противоречия.
Для детей в этом возрасте характерна центрация (сосредоточение) на одной, самой заметной особенности предмета, и пренебрежение в рассуждении остальными его признаками.
Ребёнок обычно сосредоточивает внимание на состояниях вещи и не обращает внимание на преобразования (или, если всё же обратит, ему очень трудно понять их), которые переводят её из одного состояния в другое.

#### Подпериод конкретных операций (7—11 лет)
Ещё на стадии дооперациональных представлений ребёнок приобретает способность совершать некоторые действия с представлениями. Но только в период конкретных операций эти действия начинают объединяться, координироваться друг с другом, образуя системы интегрированных действий (в отличие от ассоциативных связок). Такие действия называются операциями. Операции — «действия, интериоризованные и организованные в структуры целого»; операцией называется «любой акт представления, являющийся составной частью организованной сети соотнесённых друг с другом актов». Всякая совершаемая (актуализируемая) операция является элементом целостной системы возможных (потенциальных) в данной ситуации операций.
У ребёнка появляются особые познавательные структуры, называемые группировками. Группировка — форма подвижного равновесия операций, «система уравновешивающихся обменов и трансформаций, бесконечно компенсирующих друг друга». Одна из простейших группировок — группировка классификации, или иерархического включения классов. Благодаря этой и другим группировкам ребёнок приобретает способность совершать операции с классами и устанавливать логические отношения между классами, объединяя их в иерархии, тогда как раньше его возможности были ограничены трансдукцией и установлением ассоциативных связей.
Ограниченность этой стадии состоит в том, что операции могут совершаться только c конкретными объектами, но не с высказываниями. Начиная с 7—8 лет «можно наблюдать образование систем логических операций над самими объектами, их классами и отношениями, не касающихся пока пропозиций как таковых и образующихся только по поводу реального или воображаемого манипулирования с этими объектами». Операции логически структурируют совершаемые внешние действия, но аналогичным образом структурировать словесное рассуждение они ещё не могут.

### Период формальных операций (11—15 лет)
Основная способность, появляющаяся на стадии формальных операций — способность иметь дело с возможным, с гипотетическим, а внешнюю действительность воспринимать как частный случай того, что возможно могло бы быть. Реальность и собственные убеждения ребёнка перестают необходимым образом определять ход рассуждения. Ребёнок теперь смотрит на задачу не только с точки зрения непосредственно данного в ней, но прежде всего задаётся вопросом о всех возможных отношениях, в которых могут состоять, в которые могут быть включены элементы непосредственно данного.
Познание становится гипотетико-дедуктивным. Ребёнок теперь может мыслить гипотезами (являющимися по своей сути описаниями различных возможностей), которые могут быть проверены для того, чтобы выбрать из них ту, что соответствует действительному положению дел.
Ребёнок приобретает способность мыслить предложениями и устанавливать формальные отношения (включение, конъюнкция, дизъюнкция и т. п.) между ними. На стадии конкретных операций такие отношения могли устанавливаться лишь в пределах одного предложения, то есть между отдельными объектами или событиями, что и представляет собой конкретные операции. Теперь логические отношения устанавливаются уже между предложениями, то есть между результатами конкретных операций. Поэтому Пиаже называет эти операции операциями второй ступени, или формальными операциями, тогда как операции внутри предложения — конкретными операциями.
Ребёнок на этой стадии также способен систематически выделить все переменные, существенные для решения задачи, и систематически перебрать все возможные комбинации этих переменных.
Классический эксперимент демонстрирует способности, которые появляются у ребёнка на стадии формальных операций. Ребёнку дают бутылочку с жидкостью и показывают, как добавление нескольких капель этой жидкости в стакан с другой неизвестной ребёнку жидкостью заставляет её окраситься в жёлтый цвет. После этого ребёнок получает четыре колбы с разными, но бесцветными и неразличимыми по запаху жидкостями, и его просят воспроизвести жёлтый цвет, пользуясь этими четырьмя колбами по своему усмотрению. Этот результат достигается соединением жидкостей из колб 1 и 3; прийти к этому решению можно, последовательно перебрав сначала одну за другой все жидкости из четырёх колб, а затем все возможные парные сочетания жидкостей. Эксперимент показал, что такой систематический перебор парных комбинаций доступен только для ребёнка, находящегося на стадии формальных операций. Младшие дети ограничиваются несколькими сочетаниями жидкостей, не исчерпывающими всех возможных комбинаций.

## Исследования периода формальных операций после Пиаже
Существуют и более поздние исследования стадии формальных операций, дополняющие и уточняющие результаты Жана Пиаже.
Были обнаружены элементы формально-операционального мышления у интеллектуально одарённых детей младшего возраста. Напротив, некоторые подростки и взрослые не достигают истинного формально-операционального мышления из-за ограниченных способностей или особенностей культуры. Так, в одном из исследований решения вербальных задач, требующих логического рассуждения, был выявлен линейный рост числа школьников, решающих задачи в соответствии с критериями стадии формальных операций, от 4-го к 12-му классу (приблизительно от 10—15 % к 80 % соответственно).
Переход к формальным операциям не совершенно резок и универсален, но более специфичен по отношению к областям знания, в которых подросток особенно компетентен.
Возраст, в котором ребёнок достигает стадии формальных операций, зависит от того, к какому социальному слою он принадлежит.
Даже подростки и взрослые с высоким интеллектом не всегда решают задачи на доступном им уровне формально-операционального мышления. Это может происходить, если задача кажется человеку слишком далёкой от реальности, если человек утомлён, скучает, чрезмерно эмоционально возбуждён, фрустрирован.